# ريد ميتشيل (لاعب هوكي الجليد)
ريد ميتشيل هو لاعب هوكي الجليد كندي، ولد في 6 سبتمبر 1912 في تورونتو في كندا، وتوفي في 12 ديسمبر 1984.

## وصلات خارجية
- ريد ميتشيل على موقع دوري الهوكي الوطني (الإنجليزية)
- ريد ميتشيل على موقع EliteProspects.com (الإنجليزية)
- ريد ميتشيل على موقع HockeyDB.com (الإنجليزية)
- ريد ميتشيل على موقع Hockey-Reference.com (الإنجليزية)